# Santa Maria dell’Arco (Nápoly)
A Santa Maria dell’Arco egy nápolyi templom a város Miano nevű városrészében. 1542-ben épült, viszont mai formáját 1842-ben nyerte. Az átépítés a Bellaria-híd (mely összekötötte a Capodimonte negyedet a Piazza Dante-val) megépítésére lett kész. A templomban még látható a középkori templom néhány eleme.